# Прапор Дагестану
Прапор Республіки Дагестан (ав. Дагъистаналъул байрахъ, азерб. Дағыстан бајрағы, трансліт. Dağıstan bayrağı, кум. Дагъыстаны байракъ, лезгин. Дагъустандин тІаратІ, рос. Флаг Республики Дагестан) є державним символом Республіки Дагестан. Чинний прапор упроваджено рішенням Парламенту Республіки Дагестан від 19 листопада 2003 року. Попередній прапор, що вирізнявся світлішими барвами, використовувався з 26 лютого 1992 року до ухвалення рішення щодо нового прапора.

Прапор Дагестану, що використовувався з 1994 по 2003 рік

## Опис
Прапор Республіки Дагестан являє собою прямокутне полотнище із трьох рівновеликих горизонтальних смуг: верхньої — зеленого, середньої — блакитного й нижньої — червоного кольору. Відношення ширини прапора до його довжини — 2:3.
Зелений персоніфікує життя, достаток дагестанської землі й одночасно виступає як традиційний колір ісламу (віруючі дагестанці — мусульмани-суніти). Блакитний (синій) — колір моря (східну частину республіки обмиває Каспійське море), символізує красу й велич дагестанського народу. Червоний означає демократію, просвітительську силу людського розуму в процесі творення життя, мужність і хоробрість населення Країни гір (Дагестану).

## Історичні прапори

Прапор Кавказького імамату (1829—1859)
Прапор Гірської Республіки Кавказу (1917—1920)
Прапор Автономної Дагестанської Соціалістичної Радянської Республіки (1925 – 1927)
Прапор Автономної Дагестанської Радянської Соціалістичної Республіки (1927—1954)
Прапор Дагестанської Автономної Радянської Соціалістичної Республіки (1954 – 1991)
Прапор Дагестану (1991—1994)
Прапор Дагестану (1994—2003)

## Етнічні прапори
Деякі народи, що населяють Дагестан, також мають свої окремі прапори:

Прапор аварського народу
Прапор агульського народу
Прапор кумицького народу
Прапор ногайського народу
Прапор лезгинського народу
Прапор рутульського народу
Прапор табасаранського народу